# Маркіян
Маркіян (лат. Marcianus) — присвійний прикметник до латинського імені Marcin або Martianus, що означає «той, хто належить Марсу», «присвячений Марсу», одне з трьох імен, присвячених культу римського бога Марса, до них належать також імена Марко та Мартин.
Іменини: 23 січня, 31 січня, 18 червня, 26 липня, 22 серпня, 7 листопада, 15 листопада.

### Відомі носії імені Маркіян
- Маркіян Семенович Шашкевич (1811—1843) — український письменник, поет, пророк, духовний просвітитель, натхненник національного пробудження Галичини. Стрийко австро-угорського генерала Олександра Шашкевича. На думку літературознавця Кирила Студинського, Маркіян Шашкевич був «першим русином у Галичині, який пройнявся ідеєю національності».
- Маркіян Когут (хресне ім'я Матей; псевдоніми Данило Паломник, М. Зорян, М. Соняшник; 1908—1998) — український церковний діяч, священник УГКЦ, василіянин, письменник, поет, перекладач.
- Маркіян Йосипович Іващишин (1966—2019) — український громадський, політичний і культурний діяч, підприємець. Один із керівників «революції на граніті» 1990 року.
- Маркіян Зіновійович Мальський (нар. 1954) — український науковець і дипломат. Батько українського юриста й державного службовця Маркіяна Маркіяновича Мальського.
- Маркіян Маркіянович Мальський (нар. 1984) — український юрист, державний службовець, голова Львівської обласної державної адміністрації з 5 липня по 26 грудня 2019 року. Син українського науковця та дипломата Маркіяна Зіновійовича Мальського.
- Маркіян Камиш (нар. 1988) — український письменник, сталкер, дослідник Чорнобильської зони.
- Маркіян Тарасович Прохасько (нар. 1991) — український письменник, блогер, журналіст. Учасник сезонної експедиції 2019 року на українську науково-дослідну станцію «Академій Вернадський» в Антарктиді. Автор науково-популярної книги-репортажу «Мрія про Антарктиду», написаної на основі власних вражень та тривалого дослідження теми. Син письменника Тараса Прохаська, племінник літературознавця та перекладача Юрія Прохаська, родич письменниці Ірини Вільде (онук її троюрідної племінниці).
- Маркіян Романович Лубківський (нар. 1971) — український дипломат, Надзвичайний і Повноважний Посол України (серпень 2008 року), державний службовець 1-го рангу. Син письменника Романа Лубківського, старший брат громадського діяча та дипломата Данила Лубківського.
- Маркіян Бедрій — відомий ресторатор, власник кав'ярень «Світ кави» та виробництва однойменної свіжообсмаженої кави.
- Маркіян Мацех — один із символів Революції гідності, фотографія з ним та із піаніно перед спецназом на Майдані облетіла весь світ. Зіграв концерти на площах та залізничних станціях по всій країні. На початку 2017 Маркіян із кількома напарниками придумали стартап Senstone.
- Маркіян Юрійович Лисейко (нар. 1984) — відомий український військовий фотокореспондент в European Pressphoto Agency та Укрінформ.
- Маркіян Тарасюк (нар. 1993) — канадський актор з українським корінням.
- Маркіян Дупляк (нар. 1995) — канадський артист балету Українського Народного танцю, з українським корінням. |  | Ця стаття не містить посилань на джерела. Ви можете допомогти поліпшити цю статтю, додавши посилання на надійні (авторитетні) джерела. Матеріал без джерел може бути піддано сумніву та вилучено. (серпень 2011) |